# Calochilus imperiosus
Calochilus imperiosus är en orkidéart som beskrevs av David Lloyd Jones. Calochilus imperiosus ingår i släktet Calochilus och familjen orkidéer. Inga underarter finns listade i Catalogue of Life.